# جو هوج
جو هوج (انگلیسی: Joe Hodge؛ زادهٔ ۱۴ سپتامبر ۲۰۰۲) بازیکن فوتبال اهل بریتانیا است.
وی همچنین در تیم‌های ملی فوتبال زیر ۱۷ سال، زیر ۱۹ سال و زیر ۲۱ سال جمهوری ایرلند بازی کرده است.